# Agropolis Museum
 (mars 2024).
Si vous disposez d'ouvrages ou d'articles de référence ou si vous connaissez des sites web de qualité traitant du thème abordé ici, merci de compléter l'article en donnant les références utiles à sa vérifiabilité et en les liant à la section « Notes et références ».
Agropolis Museum est un établissement français de diffusion de la culture scientifique orienté vers les nourritures et agricultures du monde ouvert en 1994 et fermé en 2010. Son objectif était de donner une perspective dynamique de l'agriculture et de l'alimentation : comprendre la quête de nourriture au long de l'histoire, au regard de la diversité des cultures humaines.
Ce musée était situé dans le quartier « Hôpitaux Facultés », au Nord-Est de Montpellier. Il était le seul musée français d’anthropologie de l’alimentation et de la santé et recevait chaque année des milliers de visiteurs, dont de nombreux scolaires.
Les principaux thèmes abordés étaient l’équilibre et l’inégalité alimentaire, les liens entre alimentation et santé, les aliments, agricultures et cultures du monde.

## Histoire du musée
L’idée de créer un musée sur les nourritures du monde a été envisagée à Montpellier dès septembre 1992, à l’initiative de Louis Malassis (chercheur, agronome, 1918 – 2007) et grâce à une mobilisation de la communauté scientifique internationale d’Agropolis, le plus important pôle de recherche agronomique tropicale et méditerranéenne de France.
Fondé sous la direction de Louis Malassis, ce musée ouvre ses portes le 29 septembre 1994. On y compte alors trois parties d’exposition permanente : La Fresque historique, Agriculteurs et agricultures du monde et enfin Paysages agraires du monde. L’approche n’y est pas seulement scientifique et technique, elle se veut également culturelle : il s’agit de présenter l’humain à travers sa quête de nourriture car, c’est par cette dernière qu’il va évoluer et se développer biologiquement et culturellement.
De 1994 à 2002, le musée s’est agrandi avec deux nouvelles sections : Aliments, nourritures et boissons du monde et le Banquet de l’humanité. Depuis, il tend à montrer la diversité culturelle et alimentaire dans le monde. Les visiteurs sont alors conviés à une réflexion sur la question alimentaire : la pénurie, la sous-alimentation, le surplus, l’obésité et la nutrition.
Outre ses expositions permanentes, Agropolis Museum présente des expositions temporaires et met à disposition des enseignants et du grand public de nombreux supports pédagogiques (expositions, livrets) et des animations variées (ateliers, journées thématiques, visites guidées, etc.)
Ce « Musée de France » (labellisé en 1995) a pour objectif la diffusion de la culture scientifique et l’encouragement du dialogue entre les chercheurs et un public soucieux d’enrichir ses connaissances dans le domaine culturel, alimentaire, agronomique et agricole. 
Il ferme ses portes le 20 juillet 2010 à la suite du désengagement de l'État et du Conseil régional du Languedoc-Roussillon.

## Collections

### Thématiques
Quelques milliers d’objets d’anthropologie, ethnologie, sciences et techniques. 
Ils recouvrent les thèmes de : 
- Alimentation et produits alimentaires
- Agriculture
- Chasse et pêche
- Objets rituels
- Costumes
- Outils de recherche
- Mobiliers

### Provenance géographique
- Afrique : Maroc, Algérie, Burkina Faso, Mali, Kenya, Niger, Éthiopie, Côte d’Ivoire…
- Amérique du Nord : Canada, États-Unis
- Amérique du Sud : Brésil, Colombie, Costa Rica, Mexique, Pérou…
- Asie : Géorgie, Philippines, Laos, Viêt Nam, Cambodge, Inde, Japon, Taïwan, Tibet…
- Europe : France, Italie, Allemagne, Royaume-Uni, Autriche, Slovénie, Russie, Turquie…
- Océanie : Vanuatu, Nouvelle-Calédonie, Nouvelle-Zélande, Indonésie, Papouasie-Nouvelle-Guinée…